# بركت توش
بركت توش (بالفارسية: برکت توش) هي قرية تقع في البلدة المركزية في إيران. يقدر عدد سكانها بـ 134 نسمة بحسب إحصاء 2016.